# Meucat (Pidie)
Meucat is een bestuurslaag in het regentschap Pidie van de provincie Atjeh, Indonesië. Meucat telt 362 inwoners (volkstelling 2010).